# Elizabeth Hartman
Mary Elizabeth Hartman, mais conhecida apenas como Elizabeth Hartman (Youngstown, Ohio, 23 de Dezembro de 1943 – Pittsburgh, Pennsylvania, 10 de Junho de 1987), foi uma atriz estadunidense, mais conhecida por sua atuação no filme A Patch of Blue, de 1965, interpretando uma garota cega chamada Selina D'Arcy, ao lado de Sidney Poitier, papel que a levou a vencer o prêmio Globo de Ouro de melhor atriz revelação do ano e ser indicada para o Globo de Ouro de melhor atriz em filme dramático e para o Óscar de Melhor Atriz. No ano seguinte apareceu em You're a Big Boy Now como Barbara Darling, sendo indicada ao Globo de Ouro de melhor atriz em comédia ou musical.

## Primeiros anos
Mary Elizabeth Hartman nasceu em Youngstown, Ohio, onde ela se tornou conhecida pelps clientes do Youngstown Playhouse, um dos mais antigos e respeitados teatros comunitários de Ohio, como "Biff" Hartman. Depois de ganhar uma experiência valiosa no teatro comunitário, ela mudou-se para Nova York. Em 1964, Hartman foi contratada para um papel na ingênua comédia da Broadway Everybody Out, the Castle is Sinking.

## Carreira no teatro e no cinema
Em 1964, Hartman fez testes de vídeo para a MGM e para a Warner Brothers. No início do outono daquele ano lhe foi oferecido um dos papéis principais em A Patch of Blue, contracenando com Sidney Poitier e Shelley Winters. Com este papel Hartman foi aclamada pela crítica especializada, um fato orgulhosamente observado pela mídia em sua cidade natal. Também lhe rendeu uma indicação ao Óscar de melhor atriz. Na época de sua indicação, Elizabeth Hartman, então com 22 anos, era a mais jovem a ser indicada ao prêmio de melhor atriz. No mesmo ano, foi premiada pela Associação Nacional dos Proprietários de Teatros.
Ela então estrelou outros três filmes bem sucedidos: The Group, You're a Big Boy Now e The Beguiled. O papel como esposa do ex-xerife Buford Pusser em Walking Tall (1973) foi seguido, uma década mais tarde, pelo trabalho de voz na aclamada animação de 1982 The Secret of NIMH, onde interpretou a heroína Mrs. Brisby. Ela foi muito elogiada por sua performance nesta produção mas, no entanto, este provou ser o seu último papel em Hollywood. A última vez em que ela pode ser vista na tela foi na comédia de terror Full Moon High, onde ela dá vida à vilã Miss Montgomery.
Em 1975, estrelou a premiada peça de Tom Rickman Balaam, uma peça sobre intrigas políticas em Washington, D.C. Seu parceiro de palco era o veterano ator Peter Brandon, com Howard Whalen e Ed Harris nos papeis secundários. A peça foi dirigida pelo marido de Hartman, Gill Dennis.

## Últimos anos e morte
Durante grande parte da sua vida, Hartman sofreu de depressão. Em seus últimos anos sua saúde mental continuou a declinar e ela se mudou para Pittsburgh, na Pennsylvania, para estar mais perto de sua família. Em 1984 se divorciou do marido, o roteirista Gill Dennis, depois de uma separação de cinco anos. No final de sua vida ela desistiu de atuar por completo e trabalhava em um museu em Pittsburgh, enquanto fazia tratamento para a sua condição clínica em um ambulatório. No entanto, em 10 de Junho de 1987, ela cometeu suicídio saltando da janela de seu apartamento, no quinto andar de um prédio. Naquela manhã, ela teria chamado seu psiquiatra dizendo que se sentia desanimada. Ela tinha 43 anos.
Elizabeth Hartman foi enterrada no Forest Lawn Memorial Park Cemetery, em sua cidade natal.

## Filmografia
| Ano  | Título                       | Papel           | Notas |
| ---- | ---------------------------- | --------------- | --- |
| 1965 | A Patch of Blue              | Selina D'Arcey  | Vencedora Globo de Ouro de melhor atriz revelação do ano Indicada – Óscar de Melhor Atriz Indicada – Globo de Ouro de melhor atriz em filme dramático |
| 1965 | A Cinderella Named Elizabeth | Ela própria     | Filme promocional da MGM para A Patch of Blue |
| 1966 | The Group                    | Priss           | |
| 1966 | You're a Big Boy Now         | Barbara Darling | Indicada – Globo de Ouro de melhor atriz em comédia ou musical                                                                                        |
| 1968 | The Fixer                    | Zinaida         | |
| 1970 | Pursuit of Treasure          |                 | |
| 1971 | The Beguiled                 | Edwina Dabney   | |
| 1971 | Night Gallery                | Judith Timm     | Episódio: "The Dark Boy" |
| 1973 | Walking Tall                 | Pauline Pusser  | |
| 1973 | Love, American Style         | Wilma More      | Segmento: "Love and the Locksmith" (Não creditada) |
| 1975 | Wide World Mystery           | Camilla         | Episódio: "A Little Bit Like Murder" |
| 1975 | Doctors' Hospital            | Bobbie Marks    | Episódio: "Come at Last to Love" |
| 1980 | Willow B: Women in Prison    | Helen           | Título alternativo: A Matter of Survival |
| 1981 | Full Moon High               | Miss Montgomery | |
| 1982 | The Secret of NIMH           | Mrs. Brisby     | Voz |

## Ligações Externas
- Elizabeth Hartman. no IMDb.
- Elizabeth Hartman (em inglês) no Find a Grave [fonte confiável?]